# Телешниця Сянна
Теле́шниця Ся́нна (пол. Teleśnica Sanna) — колишнє село в Польщі, у гміні Устрики-Долішні Бещадського повіту Підкарпатського воєводства.

## Загальні дані
Колишнє бойківське село, в рамках договору обміну територіями 1951 року все українське населення насильно переселено. 1968 року територія села затоплена Солинським водосховищем.

## Історія
Засноване до 1530 року.
У 1772-1918 рр. село було у складі Австро-Угорської монархії, у провінції Королівство Галичини та Володимирії. У 1892 році село належало до Ліського повіту, в селі нараховувалося 78 будинків і 581 житель, з них 565 греко-католиків, 9 римо-католиків і 7 юдеїв.
У 1919-1939 рр. — у складі Польщі. Село належало до Ліського повіту Львівського воєводства, у 1934-1939 рр. входило до складу ґміни Лобізва. На 01.01.1939 в селі було 890 жителів, з них 830 українців-грекокатоликів, 40 українців-римокатоликів, 10 поляків і 10 євреїв.
У 1940-1951 рр. село належало до Нижньо-Устрицького району Дрогобицької області. В роки належності села до УРСР тут був облаштований колгосп та знаходився відділ радянської армії. 
В рамках договору обміну територіями 1951 року все українське населення насильно виселене, село припинило існування.

## Церква
В 1828 р. збудована мурована церква св. Димитрія, була парафіяльною церквою Лютовиського деканату Перемишльської єпархії УГКЦ. Після виселення українців церква зруйнована, орієнтовано у другій половині 1960-х років.